# Jake Hanson
 (mars 2015).
Si vous disposez d'ouvrages ou d'articles de référence ou si vous connaissez des sites web de qualité traitant du thème abordé ici, merci de compléter l'article en donnant les références utiles à sa vérifiabilité et en les liant à la section « Notes et références ».

Jake Hanson est un personnage de fiction provenant de la série télévisée Melrose Place, interprété par l'acteur Grant Show. L'un des personnages les plus connus de la série grâce à son côté motard rebelle, séducteur au grand cœur. Ce personnage restera de la première jusqu'à la cinquième saison.

## Histoire du personnage

### Avant la série
Jack, a eu une enfance pauvre il a grandi dans une caravane avec sa mère et son beau-père Hank qui été ivre la plupart du temps. Il a très vite abandonné ses études. 
Avant d'arriver à Melrose il a travaillé comme bûcheron dans l'État de Washington, et 6 mois en Alaska pour une compagnie pétrolière.

### Saison 1
Jake réside dans l'appartement 1 de l'immeuble Melrose place. Jeune homme un peu rebelle, il a une brève relation avec une lycéenne, Kelly Taylor. Une jeune fille de Beverly Hills qui n'a pas froid aux yeux, mais il y mettra un terme par culpabilité et surtout à cause des différences de modes de vies. 
Au début de la série il est au chômage et il vit assez mal cette situation. Après avoir enchaîné plusieurs missions désastreuses il trouve un travail comme mécanicien dans une boutique pour motos. 
Jack finit par obtenir son certificat d'études avec l'aide d'Alison qui l'aide a révisé pour qu'il puisse passer l'examen. Par ailleurs pendant les révisions les deux ressentiront une forte attirance qui débouchera sur un baiser, mais d'un commun accord, ils décident de ne pas aller plus loin car ils n'ont aucun sentiment amoureux l'un envers l'autre.
Sa voisine du dessus, Sandy Harling, une serveuse du shooters qui veut devenir actrice, est une très belle femme qui n'est pas insensible au charme de ce dernier, et elle n'hésitera pas à jouer de ses atouts pour le séduire. Après une relation très courte, elle tombe amoureuse de lui et essaye de lui montrer qui elle est vraiment en restant ami avec lui. Malgré tout cela cette dernière obtient un rôle pour la télé et doit quitter la ville.
Il rencontre l'une de ses nouvelles voisines, Jo Reynolds, mystérieuse et pas très amicale au premier abord. Mais il est très facilement attiré par elle, et veut vraiment apprendre à la connaître. Il l’appâte facilement grâce à sa passion pour les motos, et ils deviennent amis avec une certaine ambiguïté. Une ex copine de Jake débarque en ville pour lui apprendre qu'il est père, et qu'elle souhaite qu'il signe des papiers pour renoncer à ses droits parentaux. Il accepte à condition de pouvoir rencontrer son fils. Jo réussit d'ailleurs à faire une photo de ces deux-ci ce qui déclenche une idylle des plus mémorables. Au niveau du travail il devient un mécano dans une petite entreprise; mais malheureusement l'établissement fait faillite, à cause de la mauvaise gestion du patron. Cela donne une idée à Jo qui lui propose de financer le rachat du garage en devenant associé avec lui. Mais à cause de l'orgueil de Jake, la collaboration n'est pas fructueuse.

### Saison 2
Amanda Woodward commence à s'intéresser à lui. Un jour Jake cause un incendie accidentel au garage, ce qui met un terme à sa relation amoureuse avec Jo. 
Devenu très proche de la belle Amanda, ils commencèrent une belle histoire d'amour. Bien qu'Amanda paraît très froide et insensible à l'extérieur, Jake est le premier à essayer de voir en elle tel qu'elle est réellement ce qui la rend amoureuse de lui. Amanda propose à Jake de travailler pour son père, Palmer Woodward, mais cela signe le début de la fin car Jake se rend très vite compte que Palmer n'est  pas net au niveau des factures. Par peur d'être accusé de complicité ou de délit et de perdre Amanda, il contacte la police et devient un témoin clé qui fait avoué M. Woodward de détournement de fonds. Palmer est incarcéré, mais prévient sa fille en faisant croire que c'est Jake qui est en cause et non lui. Amanda croit son père mais apprend très vite le contraire et elle revient auprès de Jake.
Jo, ayant beaucoup de problèmes entre une arrestation et le fait qu'elle soit enceinte de l'homme qu'elle a tué, se rapproche de Jake très dangereusement. Ce qui déplait fortement à Amanda. C'est l'un des triangles amoureux le plus connu de la série. Jake achète le bateau de l'ex-fiancé de Jo et dit à Amanda et Jo qu'il a besoin d'être seul. 

### Saison 3
Palmer réussit à s'échapper et décide se venger en engagent une femme pour séduire Jake sous le nez d'Amanda et de le distraire pour pouvoir mieux le tuer. Elle arrive à le séduire mais sans trop de conviction de la part de Jake. Palmer kidnappe Jake sur son bateau et vont tous deux en mer. La jeune femme a eu le temps de blinder le bateau d'explosifs et elle les rejoint à bord d'un autre bateau. Palmer lui donne l'argent mais comme cette dernière est tombé amoureuse de Jake elle lui propose de venir avec lui et non M. Woodward, mais il refuse et le bateau explose. Seul Jack survit.  
Jake revient à Melrose et apprend la nouvelle à Amanda mais il lui annonce qu'il préfère rester seul pour un moment bien qu'Amanda soit folle amoureuse de lui. Grâce à son témoignage contre Palmer, ce dernier reçoit un beau chèque, et sous les conseils avisés d'Amanda, il rachète Le Shooters. 
On lui remarque un certain intérêt pour la vie de Sydney Mancini, qui est à plaindre depuis qu'elle a été arrêtée pour tentative de meurtre contre son futur ex-mari et placée dans un asile psychiatrique par sa famille, alors qu'elle est innocente. Il apprend que sa sœur l'a renvoyée de son entreprise et mise à la porte de chez elle, ce qui la conduirait à être détenue de nouveau à l'asile. Il décide alors de l'engager au Shooters en tant que serveuse, pour la dépanner, et elle récupère son appartement. Tous les deux ont une aventure, et il la soutient quand cette dernière lui apprend qu'elle est victime de harcèlement sexuel, venant du fiancé de sa sœur, Chris. Jake a des problèmes au bar, car des hommes viennent le menacer. Sydney apprend très vite que Chris est derrière ces menaces, et si elle n'a pas de rapport sexuel avec lui, il tuera Jake. Chris kidnappe Sydney pour Las Vegas. Jake ne sait plus quoi penser quand il la voit là-bas avec sa robe et ses bijoux à plus de dix mille dollars. Sydney semble s'être accommodée de la situation, le temps que Jake arrive pour lui porter secours. Sydney lui apprend qu'elle a couché avec Chris pour qu'il ne le tue pas. Peu après, Jake quitte Sydney, en raison de cette affaire d’enlèvement, il réalise qu'ils sont trop différents.  
Jake apprend la mort de sa mère, il va avec Jo à son enterrement, c'est la qui revoit son frère Jess qui n'avait pas vu depuis très longtemps. Apparemment de gros problèmes de jalousie et d'orgueils existent entre ces deux là. Mais Jess revient auprès de Jake à Melrose Place prétendant vouloir une nouvelle vie avec lui à ses côtés. Malheureusement tout cela n'est qu'un leurre, il essaye de voler la vie de Jake en commençant à vivre et travailler avec lui, puis en sortant avec Jo. Ce qu'il ne va pas supporter car il ne trouve pas que Jess soit bon pour elle. Et celui-ci va essayer de faire tuer Jake pour récupérer son bar, ce qu'il comprend de suite malgré le manque de preuve. Pendant sa convalescence Jess reprend le bar temporairement sous l’œil attentif de Sydney. Mais Jo commence à se rendre compte son comportement et un soir malheureusement il l'a bat de toutes ses forces ce qui met Jake dans une rage folle et accidentellement il le tue, tombant tous deux à même le sol.

### Saison 4 à 5
Il garde un gros traumatisme de cette histoire, et devient distant et blessant, surtout envers Jo. L'ex-femme de Jess débarque à Melrose Place et apprend son décès. Elle aussi joue un double jeu, profitant de la faiblesse de Jake pour mieux le séduire et le manipuler. Il décide de l'embaucher comme comptable du Shooters, et elle saisit l'occasion pour le voler. Jake finit par l'apprendre et elle essaye de le tuer avant d'être arrêtée. Au bord de la faillite, il fait un emprunt auprès de personnes peu recommandables. En retour, ils lui demandent d'aller récolter l'argent que doivent les commerçants en échange de leur « protection » mais il n'y arrive pas. Grâce à l'aide d'un associé anonyme qui s'avère être Bobby Parezi, il s'en sort à bon compte.
Il se remet avec Jo mais cela reste bref car elle rencontre Richard Hart, le fiancé de Jane Mancini. Quand elle apprend que cette dernière ne l'aime pas sincèrement, elle prévient Richard, ce qui va la rapprocher de lui et au fur et à mesure les mettre ensemble car Jake a fait une crise de jalousie à Jo. Jake et Jane vont se rapprocher eux aussi après qu'elle a été victime d'une tentative de meurtre et se soit retrouvée paralysée. Jake l'aide quand il s'aperçoit que sa sœur Sydney ne s’occupe pas d'elle. Ils se mettent ensemble et Jane retrouve la faculté de ses jambes. Jane va se battre contre Richard pour récupérer ses clients mais lors d'un défilé de Richard, qui a volé ses créations, elle déclenche le système d'incendie pour tout gâcher et ne le dit pas à Jake. Quand il apprend cette nouvelle, il s'énerve et couche avec une fille que Richard avait engagé pour le séduire. Jane l'apprend et Jake fait tout pour se rattraper jusqu'à demander à Richard de retravailler avec Jane, ce qu'ils vont faire. Lors d'un voyage d'affaires, Jane et Richard boivent beaucoup et Richard la viole. Elle reste très traumatisée et ne veut plus parler à Jake. Quand elle lui annonce, il veut tuer Richard mais Alison Parker l'en empêche. Jane a des idées meurtrières quand elle apprend qu'elle ne gagnera jamais un procès contre lui. Elle concocte un plan où elle se rapproche de Richard pour le tuer. Jake ne la comprend plus et elle rompt avec lui.
Alison et lui étant déjà proches, il décide de l'aider en l'embauchant au Shooters. Alison fait tout pour le séduire même s'il est réticent à cause de son amitié pour Billy Campbell, son ex-fiancé. Il finit par céder et ils commencent une belle histoire. Ils se marient. Alison fait une fausse couche, ce qui les amène à envisager l'adoption d'un enfant. Les services de l'enfance ne trouvant pas leurs profils très nets, une ancienne alcoolique et un patron de bar, ils refusent. Alison, se rendant compte qu'elle ne tient pas à être mère, simule une dispute qui les fera rompre et le ramera auprès de son fils.  
À la fin de la série, il vend le Shooters et part de la ville. Il achète une nouvelle affaire, un restaurant dans un village touristique, pour y vivre avec son fils et la mère de celui-ci, son amour de jeunesse. Après ce déménagement, Jake disparaît des dernières scènes. Ce qui n'empêche pas les scénaristes, lors des derniers jours de la série, de tuer le personnage de Jake Hanson. Ses anciens voisins apprennent que Jake a été tué lors du braquage de son nouveau restaurant.

## Récapitulatif des amours de Jake Hanson
Kelly Taylor, Sandy Harlings, Jo Reynolds, Amanda Woodward, Sydney Mancini, Jane Mancini, Alison Parker